# Вибори до Сумської обласної ради 2015
Вибори до Сумської обласної ради 2015 — вибори депутатів Сумської обласної ради, які відбулися 25 жовтня 2015 року в рамках проведення місцевих виборів у всій країні.
Вибори відбулися за пропорційною системою, в якій кандидати закріплені за 64 виборчими округами. Для проходження до ради партія повинна була набрати не менше 5 % голосів.

## Кандидати
Номери партій у бюлетені подані за результатами жеребкування:
| Номер у бюлетені | Назва                                 | Кількість кандидатів | Перший номер                   |
| ---------------- | ------------------------------------- | -------------------- | ------------------------------ |
| 1                | «Рідне місто»                         | 34                   | Лисий Вадим Вікторович         |
| 2                | «Опозиційний блок»                    | 55                   | Стрельченко Олександр Юрійович |
| 3                | «Відродження»                         | 65                   | Чмирь Юрій Павлович            |
| 4                | «Блок Петра Порошенка „Солідарність“» | 64                   | Клочко Микола Олексійович      |
| 5                | «Соціалісти»                          | 4                    | Ісаєв Олег Олександрович       |
| 6                | Партія простих людей Сергія Капліна   | 55                   | Лазоренко Сергій Анатолійович  |
| 7                | «Воля народу»                         | 65                   | Бояринцев Олег Анатолійович    |
| 8                | «Нова держава»                        | 42                   | Тєлєтов Олександр Сергійович   |
| 9                | «За Україну!»                         | 33                   | Крамченков Андрій Борисович    |
| 10               | «Сила людей»                          | 13                   | Бова Юрій Анатолійович         |
| 11               | ВО «Свобода»                          | 51                   | Мірошниченко Ігор Михайлович   |
| 12               | Аграрна партія України                | 64                   | Карпенко Сергій Михайлович     |
| 13               | Радикальна партія Олега Ляшка         | 52                   | Ричкіна Лілія Вячеславівна     |
| 14               | УКРОП                                 | 41                   | Луговий Владислав Віталійович  |
| 15               | ВО «Батьківщина»                      | 65                   | Лисенко Віктор Іванович        |

## Результати
| Місце | Партія                                | % голосів | Кількість голосів | Зміна % 2015 до 2010 | Усього місць |
| ----- | ------------------------------------- | --------- | ----------------- | -------------------- | ------------ |
| 1     | «Блок Петра Порошенка „Солідарність“» | 17,68 %   | 70 777            | —                    | 14           |
| 2     | ВО «Батьківщина»                      | 17,30 %   | 69 229            | ▼ -3,28 %            | 14           |
| 3     | «Відродження»                         | 10,64 %   | 42 576            | ▲ +9,92 %            | 8            |
| 4     | Радикальна партія Олега Ляшка         | 8,70 %    | 34 805            | —                    | 7            |
| 5     | «Воля народу»                         | 7,50 %    | 30 027            | —                    | 6            |
| 6     | УКРОП                                 | 6,38 %    | 25 522            | —                    | 5            |
| 7     | «Опозиційний блок»                    | 6,19 %    | 24 788            | ▼ -16,84 %           | 5            |
| 8     | ВО «Свобода»                          | 5,71 %    | 22 862            | ▲ +4,67 %            | 5            |
| 9     | «Рідне місто»                         | 4,20 %    | 16 807            | ▼ -1,44 %            | —            |
| 10    | Аграрна партія України                | 4,17 %    | 16 694            | ▲ +3,23 %            | —            |
| 11    | Партія простих людей Сергія Капліна   | 3,80 %    | 15 224            | —                    | —            |
| 12    | «За Україну!»                         | 3,62 %    | 14 509            | ▲ +1,32 %            | —            |
| 13    | «Сила людей»                          | 1,94 %    | 7755              | —                    | —            |
| 14    | «Нова держава»                        | 1,55 %    | 6221              | ▼ -3,96 %            | —            |
| 15    | «Соціалісти»                          | 0,61 %    | 2454              | ▼ -1,40 %            | —            |
|       | Усього голосів за партії              | 100 %     | 400 250           |                      | 64           |
|       | Недійсні                              | 4,09 %    | 17 067            |                      |              |
|       | Усього (явка 46,23 %)                 | —         | 417 356           |                      |              |